# هامور كاليكو
هامور كاليكو (كاليكو اسم قماش، كان يجلب من مدينة كاليكوت الذي نسب إليه اسم القماش) أو هامور الفروالة (الاسم العلمي Epinephelus drummondhayi)، نوع سمك من الهامور وفصيلة القرفصية. أعطانها برمودا والولايات المتحدة الأمريكية. موائله الطبيعية البحار المفتوحة، وتحت المد والجزر، والشعاب المرجانية. وهو مهدد بفقد موائله الطبيعية.